# مارينا ليويكا
مارينا ليويكا Marina Lewycka، روائية بريطانية من أصل أوكراني ولدت عام 1946 بعد الحرب العالمية الثانية في معسكر اللاجئين في كيل بألمانيا، ثم ارتحل والداها إلى بريطانيا. تخرجت ليويكا من جامعة كيلي عام 1968 و تخصصت في اللغة الإنجليزية والفلسفة عام 1969 ثم تخرجت في جامعة يورك في الأدب الإنجليزي. نشرت ليويكا أولى أعمالها حول التاريخ الأوكراني وباعت أكثر من مليون نسخة في المملكة المتحدة فقط كما حازت على جائزة بولينجر إيفريمان وودهاوس عام 2005 عن الكتابة الساخرة في مهرجان هاي للأدب. كما فازت ليويكا عام 2005 / 2006 بجائزة فافريتون جود ريد وجائزة ساجا عام 2005 ، كما وضعت على قائمة جائزة بوكر وكذلك وضعت على القائمة النهائية لجائزة أورانج للأدب الروائي عام 2005. ترجمت أعمالها لما يزيد عن 29 لغة. ونشرت روايتها الثانية “القافلتان” (مارس 2007 والتي نشرت بعنوان “حقول الفراولة” في أمريكا الشمالية) ووضعت تلك الرواية على القائمة النهائية لجائزة أورويل عن الكتابة السياسية عام 2008. أصدرت ليويكا ثالث أعمالها الروائية بعنوان “مصنوع من الغراء” في يوليو 2009. تعيش مارينا في شيفيلد، يوركشير وتعمل بدوام جزئي لدى جامعة شيفيلد هالام.

## وصلات خارجية
- مارينا ليويكا على موقع IMDb (الإنجليزية)
- مارينا ليويكا على موقع ميوزك برينز (الإنجليزية)
- مارينا ليويكا على موقع قاعدة بيانات الفيلم (الإنجليزية)
- BBC